# Tetraleberis
Tetraleberis is een geslacht van kreeftachtigen uit de klasse van de Ostracoda (mosselkreeftjes).

## Soorten
- Tetraleberis brevis (Mueller, 1890) Kornicker, 1981
- Tetraleberis maddocksae Kornicker, 1981
- Tetraleberis pix Kornicker, 1996
- Tetraleberis similis (Brady, 1902) Kornicker, 1981
- Tetraleberis tanzania Kornicker, 1981
- Tetraleberis triplex Kornicker, 1996